# Plassac
Plassac là một xã trong tỉnh Gironde, thuộc vùng hành chính Aquitaine của nước Pháp, có dân số là 913 người (thời điểm 1999). Trong Plassac còn di tích của một làng người La Mã. Theo truyền thuyết thì ruộng nho đầu tiên của vùng trồng nho nổi tiếng Bordeaux chính là ở nơi đây.